# Holenderska Organizacja Zastosowań Nauki

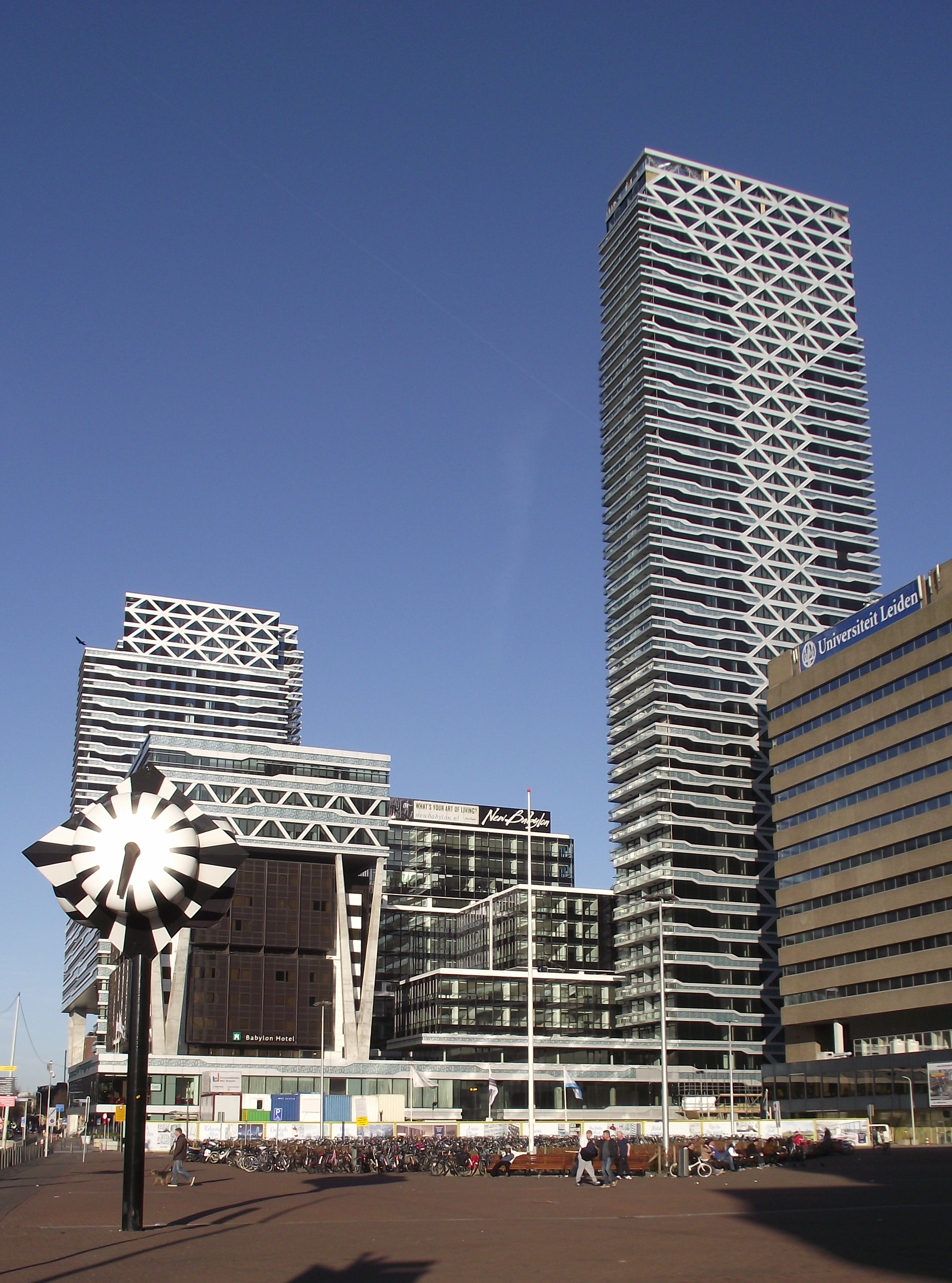
Siedziba główna TNO, budynek Nieuw Babylon w Hadze

Holenderska Organizacja Zastosowań Nauki (TNO) (nid. Nederlandse Organisatie voor toegepast-natuurwetenschappelijk onderzoek) jest holenderską instytucją badawczo-naukową finansowaną w większości ze środków publicznych. Misją TNO jest łączenie ludzi i wiedzy w celu tworzenia innowacji wdrażanych przez firmy aby wzmocnić ich konkurencyjność i polepszyć dobrobyt społeczeństw. W oddziałach TNO w Holandii i na całym świecie jest zatrudnionych ponad 3200 naukowców, inżynierów, techników i personelu pomocniczego. TNO rozwija i promuje innowacje zorientowane na cel, promuje rozwój badań naukowych nie dla samej wiedzy, ale dla praktycznego ich zastosowania.

## Zakres prac badawczo-naukowych
Zakres prac badawczo-naukowych TNO podzielony jest na następujące działy:
- Budownictwo i gospodarka morska
- Środowisko
- Ochrona i bezpieczeństwo
- Energia
- Zdrowe życie
- Przemysł
- Technologia informacyjna i komunikacyjna
- Mobilność i logistyka
- Analizy strategiczne

## Oddziały TNO

### Oddziały TNO w Holandii
- Den Haag – siedziba główna
- Delft
- Rijswijk
- Leiden
- Groningen
- Helmond
- Soesterberg
- Utrecht
- Zeist
- Geleen
- Eindhoven

### Oddziały TNO na świecie
- Shin-Yokohama (Japonia)
- Toronto (Kanada)
- Bruksela (Belgia)
- Doha (Qatar)
- Singapur
- Oranjestad (Aruba)

## Przykłady badań
Przykłady badań prowadzonych przez TNO:
- Samochody samojezdne, łańcuch samojezdnych ciężarówek[1]
- Przyrząd do dokonywania pomiarów w troposferze, w celu uzyskania dokładnego obrazu stanu zmieniającego się klimatu, montowany na sztucznych satelitach[2]
- Energooszczędny asfalt, który oszczędza paliwo i zmniejsza emisję CO2[3]
- Akumulator ciepła dla domu jednorodzinnego[4]